# Guérande
Guérande är en kommun i departementet Loire-Atlantique i regionen Pays de la Loire i nordvästra Frankrike. Kommunen ligger i kantonen Guérande som tillhör arrondissementet Saint-Nazaire. År 2022 hade Guérande 16 684 invånare.

## Befolkningsutveckling
Antalet invånare i kommunen Guérande
| Referens: INSEE |